# フアナ1世 (ナバラ女王)

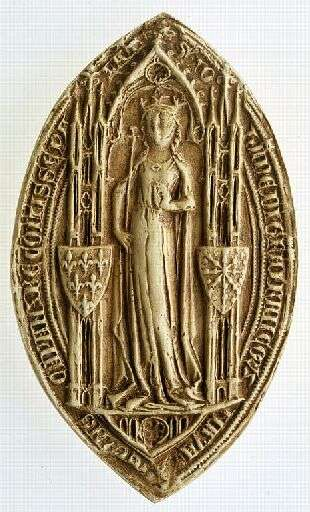
フアナ1世

フアナ1世（スペイン語：Juana I、1271年4月17日 - 1305年4月2日）は、ナバラ女王およびシャンパーニュ女伯（在位：1274年 - 1305年）。シャンパーニュ伯としてはジャンヌ（フランス語：Jeanne）。エンリケ1世とその妃ブランカ（ブランシュ・ダルトワ、ルイ9世の弟・アルトワ伯ロベール1世の娘）の一人娘。後にフランス王フィリップ4世の王妃となった。

## 生涯
1274年、父王エンリケ1世（シャンパーニュ伯アンリ3世）の死去により王位と伯位を継承した。幼少だったので母親が摂政として政務を執ったが、幼い女王に女性の摂政、さらに相続人の少なさといった点がナバラ内外の対立勢力に付け込まれることとなった。そこで母子はフランス王フィリップ3世に庇護を求めた。1284年8月16日にフアナは王太子フィリップ（後のフィリップ4世、ナバラ王としてはフェリペ1世）と結婚して共同統治を行ない、以後およそ半世紀にわたってナバラとフランスは同君連合となった。フィリップとの間に、ルイ（スペイン語名ルイス、後のルイ10世）、フィリップ（フェリペ、後のフィリップ5世）、シャルル（カルロス、後のシャルル4世）、イザベル（イサベル、イングランド王エドワード2世妃）らをもうけた。
1305年にフアナは死去、セーヌ左岸のコルドリエ修道院に埋葬された。フアナの死因はその状況が不可解なものだったため、フィリップ4世によって暗殺されたのだと主張する歴史家もいる。